# 袁中道
袁中道（1570年6月10日—1626年10月19日），字小修，一字少修，號柴紫居士，湖廣荆州府公安縣（今屬湖北）人，明朝政治人物、文學家，同進士出身。

## 生平
十幾歲時即作黃山、雪二賦，五千餘言。長大後更加豪放不羈，跟隨大哥袁宗道、二哥袁宏道宦遊京師，廣交天下四方名士，足跡遍及半個天下。萬曆三十一年（1603年）中順天府鄉試舉人。萬曆四十四年（1616年）登丙辰科進士。由直隸徽州府教授，歷官國子監博士、南京禮部主事。天啟四年（1624年）升任南京吏部郎中，卒於官。袁中道他與公安派其餘成員相同，主張即使研究古文，也不可全部模仿，而是要有其變化。他不但發揚公安派主力袁宏道的反復古理論，也將其理論詳細補充論述。與大哥袁宗道、二哥袁宏道等人並稱“公安三袁”。

## 著作
著有《珂雪齋集》二十四卷、《游居柿錄》十三卷等。